# Marea venă cerebrală
Marea venă cerebrală este unul dintre vasele mari de sânge din craniu care drenează telencefalul encefalului. Este, de asemenea, cunoscută sub numele de vena lui Galen, numit pentru descoperitorul său, medicul grec Galen.

## Anatomie
Marea venă cerebrală este considerată una dintre venele cerebrale profunde . Alte vene cerebrale profunde sunt venele cerebrale interne, formate prin unirea venei talamostriate superioare și a venei coroide superioare în  foramina interventriculară . Venele cerebrale interne pot fi văzute pe suprafețele superioare ale nucleelor caudate și talamie chiar sub corpul calos .  Venele de la poli anterori ai talamusului se îmbină posterior cu glanda pineală pentru a forma marea venă cerebrală.  Cea mai mare parte a sângelui din venele cerebrale profunde este colectat de marea venă cerebrală.  Aceasta vine din partea inferioară a capătului posterior al corpului calos. Venele superficiale ale părților dorsale ale emisferelor se ridică în sus și în mediu și se golesc în sinusul sagital superior mare în marja superioară a falxi cerebri . Sinusul sagital superior se împarte în două părți numite sinusurile transversale, unde falxi cerebri întâlnește tentorium cerebelli.  Sinusul sigmoid, care continuă sinusul transvers, se varsă în vena jugulară la nivelul foramenul jugular. Vena jugulară internă părăsește craniul și se lasă în jos până la gât.  
Venele creierului au pereți foarte subțiri și nu au valve. Ele se formează în creier și sunt localizate în spațiul subarahnoidian. Acestea străpung învelișul arahnoid și stratul meningeal din dura mater și se varsă în sinusurile venoase craniene. 

## Semnificație clinică

### Malformațiile
Majoritatea afecțiunilor asociate cu marea venă cerebrală se datorează defectelor congenitale. Malformațiile anevrismale ale venei Galen (MAVG) sunt cea mai frecventă formă de malformație cerebrovasculară simptomatică la nou-născuți și sugari.  Prezența și localizarea angioamelor sunt foarte variabile și nu respectă niciun model previzibil.  Malformația congenitală se dezvoltă în săptămânile 6-11 ale dezvoltării fetale ca o venă prosencefalică embrionară persistentă a Markowski, astfel, MAVG este de fapt o eroare. Vena lui Markowski se varsă, de fapt, în vena lui Galen. 

### Absența
Absența marii vene cerebrale este o afecțiune congenitală. Venele cerebrale profunde ale creierului se varsă, în mod, normal în marea venă cerebrală. În absența sa, venele din diencefal și ganglionii bazali se varsă lateral în sinusul transvers, în loc să se lege de linia mediană prin sistemul de drenaj galenic.  Absența marii vene cerebrale este destul de rară. Este detectat la început și majoritatea pacienților mor în perioada neonatală sau la începutul copilăriei. 

### Tromboza
Tromboza marii vene cerebrale este o formă de accident vascular cerebral datorată unui cheag de sânge în venă. Afectează doar 3 până la 8% dintre pacienți, în special femeile.  Pacienții pot prezenta probleme de conștiință, dureri de cap, greață, defecte vizuale, oboseală, tulburări ale mișcărilor ochilor și reflexelor pupilare sau comă.  Tromboza venei cerebrale este adesea mortală, dar există și șanse de supraviețuire. Factorii de risc includ contraceptivele orale, sarcina și perioada postpartum.  